# 鮎喰町
鮎喰町（あくいちょう）は、徳島県徳島市の町名。現行行政地名は鮎喰町一丁目及び鮎喰町二丁目。
2009年12月現在の徳島市の調査による人口は1,909人、世帯数は827世帯。郵便番号は〒770-0046。

## 地理
徳島市の北部、鮎喰川右岸に位置し、北境は四国旅客鉄道（JR四国）徳島線が通っており、西は鮎喰川が北流している。加茂名地区に属している。北で南島田町、東で庄町、南東で南庄町、南で名東町、西で鮎喰川河川敷を跨いで国府町和田・国府町南岩延に隣接する。
中央を国道192号が通り、北側は東に隣接する庄町と共に古い家並みの市街地を形成している。市街地は東西に通る旧伊予街道沿いに発達したもので、鮎喰川旧堤の東に一里塚跡がある。

### 河川
- 鮎喰川

## 歴史
元は庄町の一部で、昭和18年に現在の町名となった。町名は古くから鮎喰川では鮎を多く産し、住民がこれを食べていたことから起こったといわれ、鮎喰は「脚咋（あしくい）」とも書かれ、『日本書紀』に鷲住王ののち脚咋別の居住地であったことにもよるといわれている（加茂名小史）。
鮎喰川旧堤は、田宮川や佐古川から徳島城下へ流入し、水害を引き起こしていた鮎喰川の右岸に、藩主・蜂須賀家政が築かせた堤防で、蓬庵堤と呼ばれている。鮎喰川の氾濫とは逆に、流域の農民が干害に困っていた藩政期、中島田の庄屋であった楠藤吉左衛門は、蓬庵堤の東に伏流水を発見し灌漑用水の水源地とした。この用水は袋井用水と呼ばれ、水源地は国道192号のすぐ南にあり、県の文化財史跡に指定されている。

## 施設

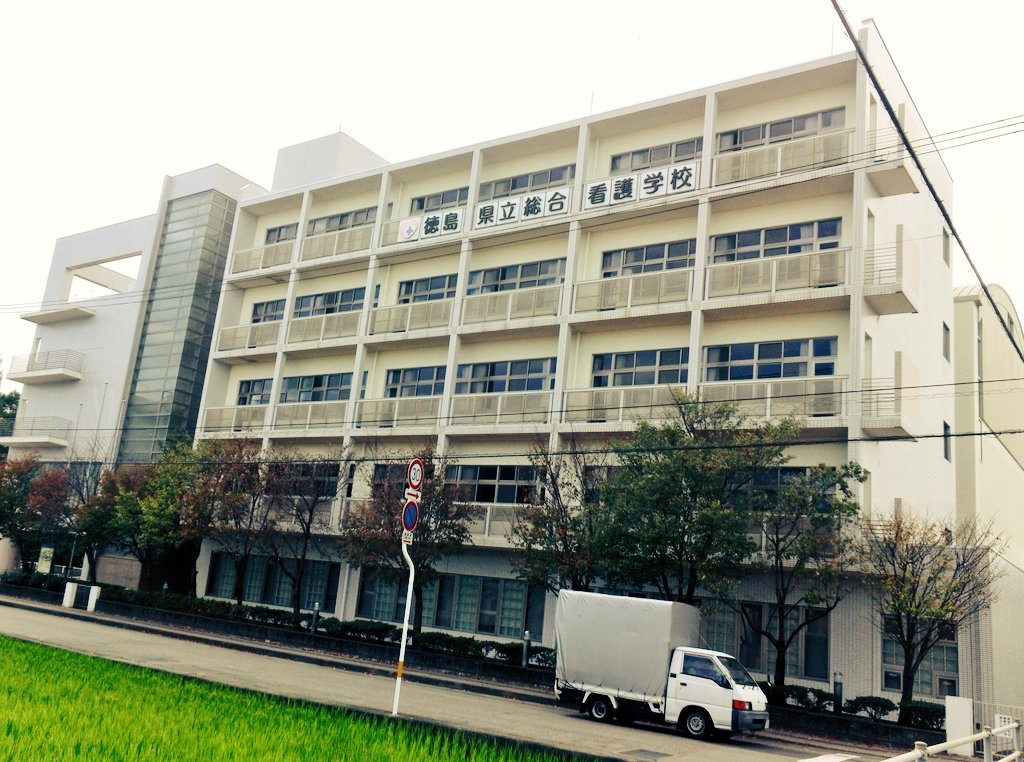
徳島県立総合看護学校

- 徳島県立総合看護学校
- 徳島県立城西高等学校
- 徳島市加茂名南小学校
- 徳島市加茂名南幼稚園
- 徳島市立鮎喰児童館
- 教誓寺
- 神明神社
- 高越神社
- 天満神社
- 浅宮神社

### かつて存在した施設
- 徳島県立看護学院

## 交通

### 道路
一般国道
- 国道192号

都道府県道
- 徳島県道21号神山鮎喰線
- 徳島県道203号鮎喰新浜線

### バス
- 徳島市営バス

## 史跡
- 袋井用水（徳島県指定文化財史跡）